# Karl Unterkircher
(Karl Unterkircher, una delle ultime annotazioni.)
Karl Unterkircher (Selva di Val Gardena, 27 agosto 1970 – Nanga Parbat, 15 luglio 2008) è stato un alpinista ed esploratore italiano.

## Biografia
Cresce con la famiglia a Selva di Val Gardena, praticando fin da ragazzo varie attività sportive come calcio e sci. Dopo la scuola media svolge inizialmente la professione di meccanico. Già a 15 anni la voglia di avventura lo spinge a provare le prime arrampicate in montagna, che proseguono anche durante il servizio militare, svolto nel 4º Reggimento Alpini Paracadutisti Monte Cervino come istruttore militare di alpinismo.
Nel 1997, dopo diversi anni di attività alpinistica, supera gli esami per diventare guida alpina. Diventa anche presidente dell'Aiut Alpin Dolomites, il soccorso alpino della val Gardena. Dal 2004 si dedica alle scalate delle cime e delle pareti ancora inviolate. In particolare: la prima assoluta il Monte Genyen, in Cina; la prima ascesa del versante Nord del Gasherbrum II con Daniele Bernasconi e Michele Compagnoni . Insieme alla sua compagna, Silke, ha avuto tre figli: Alex, Miriam e Marco.
Dopo essersi visto negare il permesso dalle autorità cinesi per scalare la parete nord del Gasherbrum I, Karl Unterkircher ripiegò sul versante Rakhiot nel Nanga Parbat. Il 15 luglio 2008, durante l'ascesa in una nuova via con i suoi due compagni di spedizione, le guide alpine Walter Nones e Simon Kehrer, quando avevano deciso di accamparsi, circa a quota 6.800 m., dice Kehrer che "si vedeva una leggera fessura nella neve, però era proprio stretta, sembrava un piccolo crepaccio, una spaccatura leggera".
La tecnica di progressione su ghiaccio prevede che quando si riconosce un ponte di neve su un crepaccio, è necessario che il capo cordata, stando su un punto sicuro, solido, sondi con la piccozza, curvandosi col busto proteso in avanti, nel punto dove si pensa che ci sia il crepaccio, mentre il compagno fa sicurezza tenendo la corda ben tesa. Invece, continua Kehrer, "Karl provava coi piedi, con gli scarponi a scavare, a picchiare giù la neve, per vedere quanto è largo questo crepaccio. Proprio in quel momento lui è sparito davanti a me." Secondo le testimonianze dei due compagni Karl morì pressoché all'istante per rottura dell'osso del collo, a causa degli urti subiti durante la caduta di 15 metri.

### Record
Unico alpinista al mondo ad aver scalato in due mesi (63 giorni) le due vette più alte del mondo senza ausilio dell'ossigeno supplementare, l'Everest e il K2.
Ufficializzazione nel Guinness World Records 2008:
- 16 maggio 2006: 1ª ascensione parete nord sul monte Genyen 6.240 m (Cina) con un team regionale.
- 22 maggio 2007: 1ª ascensione spigolo sud con Hans Kammerlander sul Jasemba 7.350 m (Nepal), primato conteso da una spedizione slovena che afferma di aver raggiunto la meta nel 2004.
- 20 luglio 2007: 1ª ascensione parete nord sul Gasherbrum II 8.035 m e prima traversata (Cina - Pakistan).

### Spedizione giugno-luglio 2008 al Nanga Parbat
Dopo essere partito da Milano il 7 giugno 2008, il 14 luglio 2008 Unterkircher tenta, con Walter Nones e Simon Kehrer, la scalata della parete Rakhiot su una via nord ancora inviolata. Il giorno successivo, attorno ai 6.400 metri, attraversando la seraccata che taglia la parete Rakhiot, Unterkircher cade in un crepaccio: battendo la traccia con gli scarponi, la neve cede facendolo precipitare, muore sul colpo. Vani i tentativi dei compagni di recuperare il corpo. Non potendo tornare indietro Nones e Kehrer proseguono inizialmente verso l'alto per poi scendere con gli sci, da una via più sicura.
Il 18 luglio venne organizzata dall'Italia una missione di soccorso in Pakistan, a cui partecipa anche l'alpinista Silvio Mondinelli, con la collaborazione dell'unità di crisi del ministero degli Esteri, l'ambasciata italiana in Pakistan e l'esercito pakistano. Giunti in Pakistan, i membri della spedizione sorvolano il Nanga Parbat con un elicottero dell'esercito pakistano, notando la tenda di Nones e Kehrer, poco lontano dal luogo nel quale era caduto Unterkircher.
Il 19 luglio la spedizione cala ai due alpinisti un telefono satellitare e dei viveri, predisponendo inoltre lungo il loro percorso una serie di campi, per indicare la traiettoria da seguire e aiutarli. Il 24 luglio, dopo dieci giorni di spedizione, e alcuni giorni di rinvio per le cattive condizioni meteo, i due alpinisti scendono a quota 5.700 m s.l.m., dove un elicottero li trae in salvo.

## Karl Unterkircher Award
Dopo la morte, colleghi e parenti della sua zona hanno costituito un premio biennale alla sua memoria. Il premio è conferito a tre alpinisti o gruppi di alpinisti dietro nomina delle Guide Alpine Val Gardena e Gruppo Rocciatori Catores. Il premio venne conferito per la prima volta a Selva di Val Gardena nel 2010.
| Anno | Vincitori                                           | Motivazione |
| ---- | --------------------------------------------------- | --- |
| 2010 | Ueli Steck                                          | Per la polivalenza espressa tra record sulla parete nord del Cervino, Golden Gate su El Capitan e le vie normali al Gasherbrum II e Makalu. |
| 2012 | Marina Kopteva, Anna Jasinskaja Galina Čibitok      | Nuova via sulla parete nord-ovest della Grande Torre di Trango in 38 giorni.                                                                |
| 2014 | fratelli Hansjörg Auer e Matthias Simon Anthamatten | prima ascesa dalla parete est del Kunyang Chhish (7852 m - Karakorum) il 18 luglio 2013                                                     |
| 2016 | Jon Griffith Andy Houseman                          | Per la salita al Link Sar West (6938 m - Karakorum) nell'agosto 2015 per la via Fever Pitch                                                 |
| 2018 | Simone Moro (I) Ali Sadpara (PAK), Alex Txikon (ES) | prima salita invernale del Nanga Parbat il 26 febbraio 2016                                                                                 |

## Onorificenze

### Riconoscimenti
- Cittadino Onorario di Selva di Val Gardena
- 1º premio Riccardo Cassin 2007[12]
- Cator d'or (riconoscimento per meriti alpinistici) dicembre 2007, consegnato dal Gruppo Guide Alpine Catores di Ortisei
- 1º premio CAAI Paolo Consiglio maggio 2008[13]

## Pubblicazioni
- Silke Unterkircher, Cristina Marrone, L'ultimo abbraccio della montagna, Milano, Rizzoli Editore, 2009, ISBN 978-88-17-03056-4.
- Simon Kehrer, Walter Nones, È la montagna che chiama. La tragedia del Nanga Parbat nel racconto dei sopravvissuti Simon Kehrer e Walter Nones, Milano, Arnoldo Mondadori Editore, 2009, ISBN 978-88-04-58841-2.
- Steven M. Cox, Kris Fulsaas, Il grande libro della montagna, Milano, Mondadori, 1960, ISBN 9788804544166.